# Mostek (okres Ústí nad Orlicí)
Obec Mostek (německy Mostek; (stare) Bruck) se nachází v okrese Ústí nad Orlicí v Pardubickém kraji. Žije zde 272 obyvatel.

## Části obce
- Mostek
- Sudličkova Lhota

## Historie
První písemná zmínka o obci pochází z roku 1227.

## Pamětihodnosti
- Smírčí kříž u silnice Mostek – Brandýs nad Orlicí
- Přírodní rezervace Hemže-Mýtkov

## Galerie

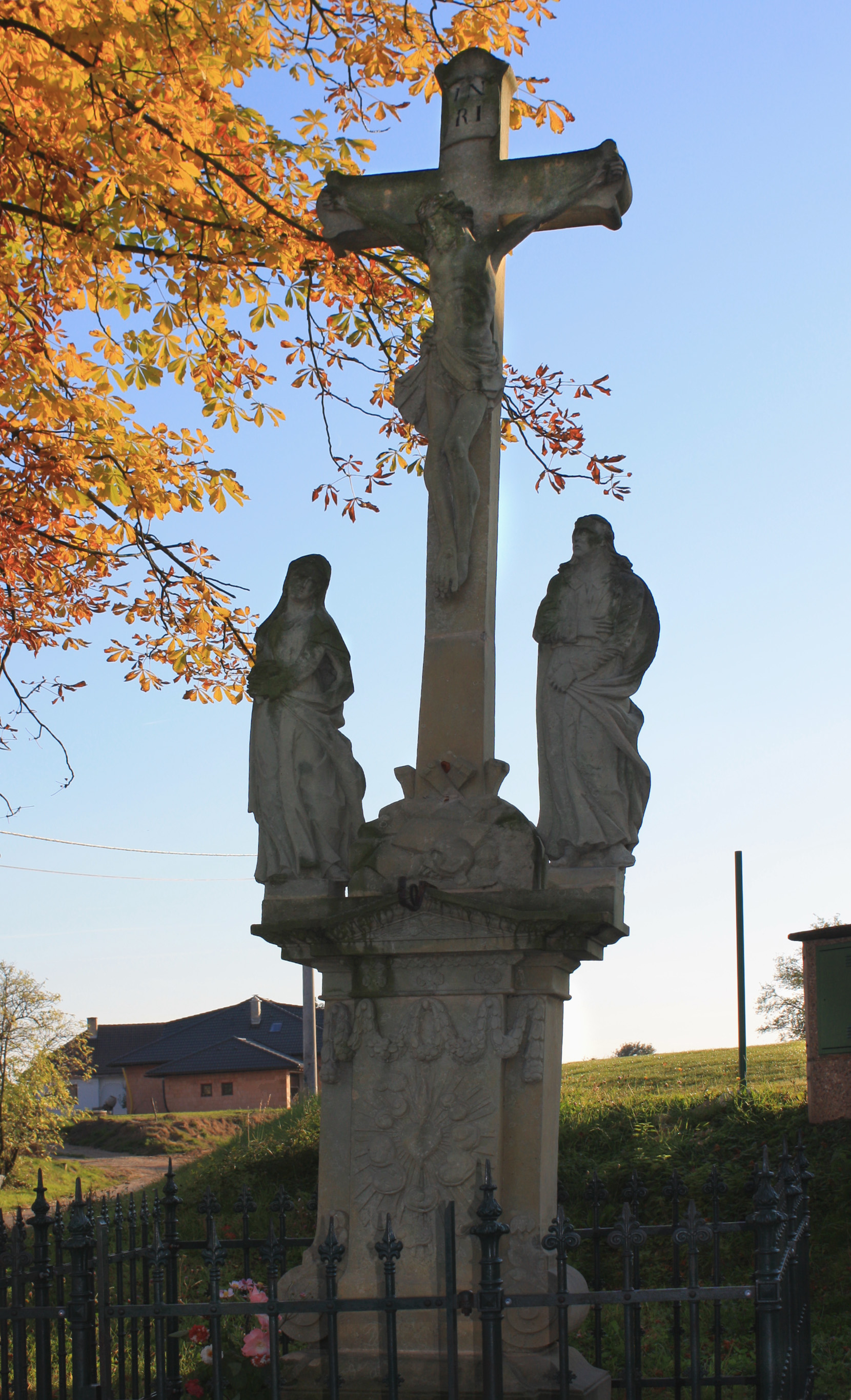
Kříž u hlavní silnice
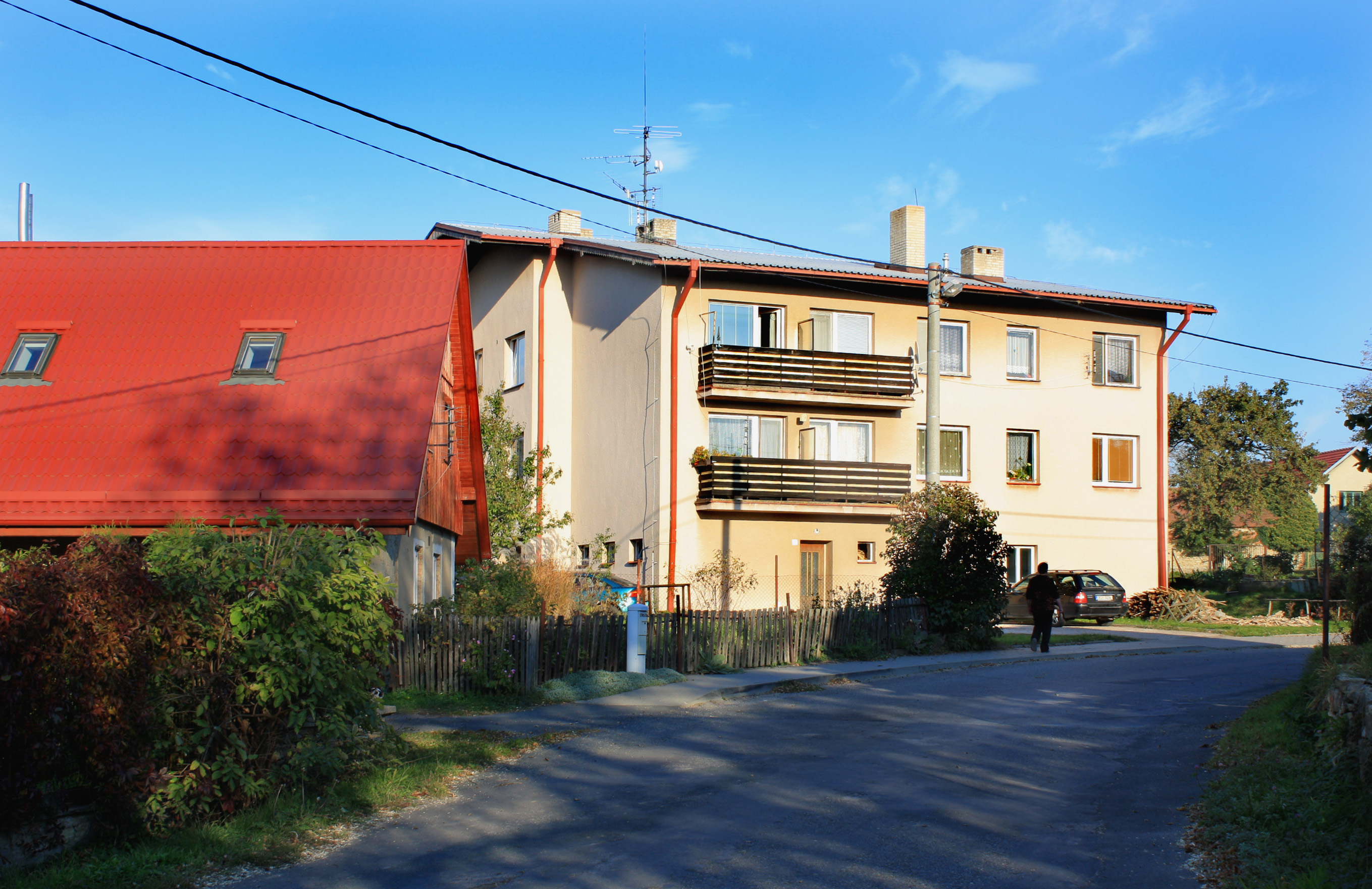
Bytovky
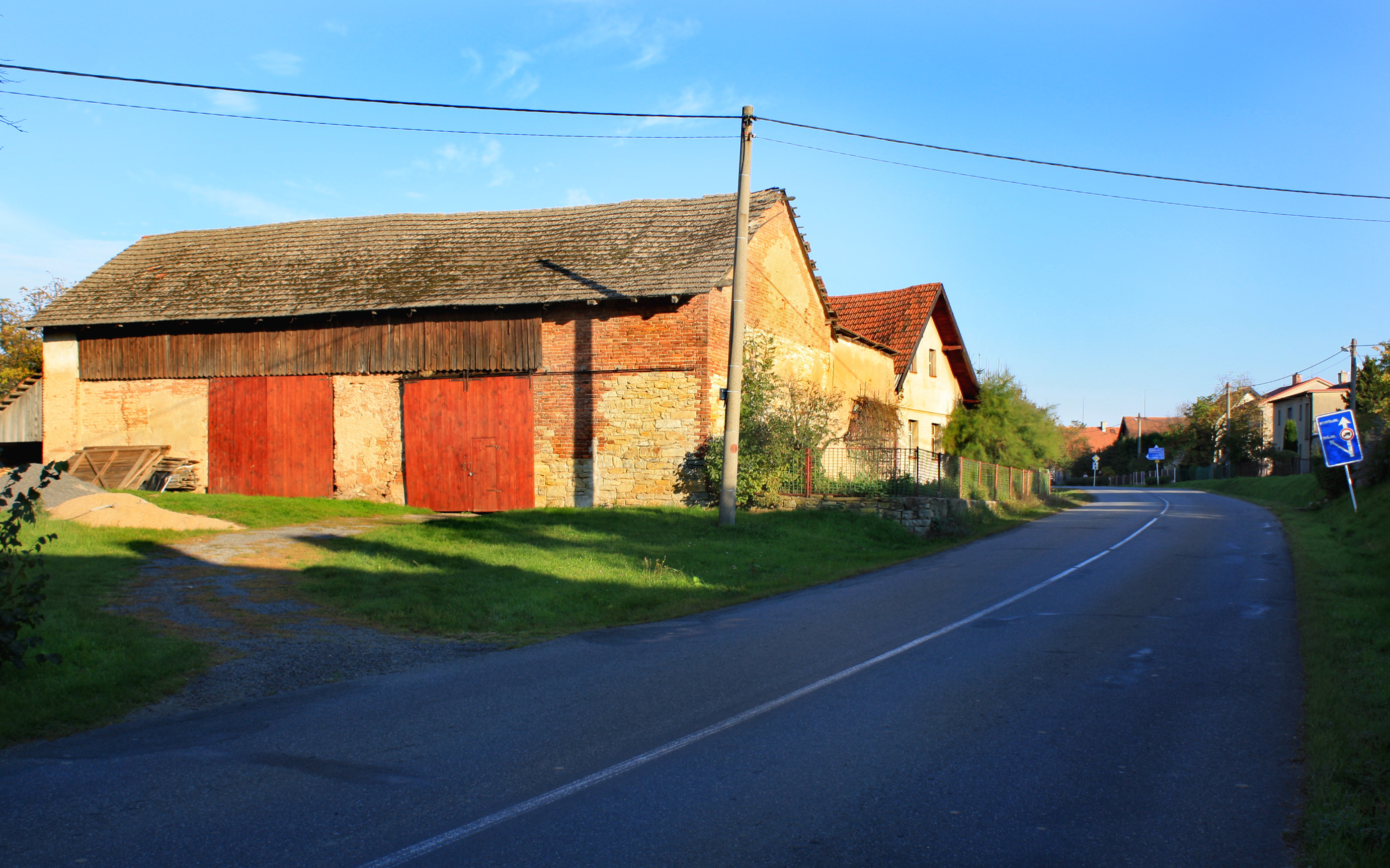
Silnice II/312